# Drenovac (Šabac)
Drenovac (em cirílico: Дреновац) é uma vila da Sérvia localizada no município de Šabac, pertencente ao distrito de Mačva, na região de Mačva. A sua população era de 2037 habitantes segundo o censo de 2011.

## Demografia
| 1948  | 1953  | 1961  | 1971  | 1981  | 1991  | 2002  | 2011  |
| ----- | ----- | ----- | ----- | ----- | ----- | ----- | ----- |
| 3 092 | 3 207 | 3 083 | 2 810 | 2 629 | 2 446 | 2 345 | 2 037 |